# The Soul Sessions
The Soul Sessions is het debuutalbum van Joss Stone. Het album kwam uit in 2003 en bestaat uit covers van nummers uit de jaren 60 en 70, en een recent nummer. De covers zijn allemaal veranderd in soulversies.

## Tracklist
1. Choking Kind
2. Super Duper Love (Are You Diggin' on Me) (part 1)
3. Fell in Love with a Boy
4. Victim of a Foolish Heart
5. Dirty Man
6. Some Kind of Wonderful
7. I've Fallen in Love with You
8. I Had a Dream
9. All the King's Horses
10. For the Love of You

### Japanse editie
1. The Player

### Franse speciale uitgave bonus-dvd
1. Fell in Love with a Boy (video)
2. Super Duper Love (video)
3. It's a Man's Man's World (Live, audio)
4. Victim of a Foolish Heart (Live, audio)

## Originele versies
| Titel | Originele uitvoerder | Jaar |
| --- | -------------------- | ---- |
| The Chokin' Kind | Waylon Jennings      | 1967 |
| Super Duper Love (Are You Diggin' on Me?) Pt. 1 (originele titel: Super Duper Love (Are You Diggin' on Me) - Part 1) | Sugar Billy          | 1974 |
| Fell in Love with a Boy (originele titel: Fell in Love with a Girl)                                                  | The White Stripes    | 2001 |
| Victim of a Foolish Heart                                                                                            | Bettye Swann         | 1972 |
| Dirty Man | Laura Lee            | 1967 |
| Some Kind of Wonderful                                                                                               | Soul Brothers Six    | 1967 |
| I've Fallen in Love with You                                                                                         | Carla Thomas         | 1968 |
| I Had a Dream | John Sebastian       | 1970 |
| All the King's Horses                                                                                                | Aretha Franklin      | 1972 |
| For the Love of You Pts. 1 & 2                                                                                       | The Isley Brothers   | 1975 |
| The Player | First Choice         | 1973 |